# Petri Ylönen
Petri Ylönen (né le 2 octobre 1962 à Helsinki en Finlande) est un joueur professionnel de hockey sur glace. Il possède la double nationalité française et finlandaise.

## Carrière en club
Il commence sa carrière de gardien de but en 1986 en jouant pour l'équipe de TuTo Turku en première division finlandaise (I divisioona) Il ne joue cependant pas longtemps dans son pays natal puisque dès la saison suivante, il fait ses débuts avec les Diables Rouges de Briançon de la division élite française. Il joue deux ans dans l'équipe et finit lors de la seconde saison vice-champion de France.
Il prend alors la direction du Rouen Hockey Club. Il joue dans l'équipe de Normandie jusqu'à la fin de la saison 1995-96, année où il décide de rejoindre le championnat d'Allemagne et l'équipe Augsburger Panther.
Lors de son passage avec les Dragons, il gagne à cinq reprises la Coupe Magnus, participe à deux reprises à la finale de la Coupe d'Europe et gagne la Ligue Atlantique.
Après deux saisons en Allemagne, il retourne jouer en France pour l'équipe de la ville de Toulouse : Toulouse Blagnac Hockey Club. Il joue deux ans dans sa nouvelle équipe avant de prendre sa retraite.

## Carrière internationale
Depuis 1991, il représente la France aux différentes manifestations internationales de hockey. Ainsi, il joue pour les Bleus lors des Championnats du monde 1991, 1992, 1993, 1994, 1995 et 1996. En 1991, il aide la France à accéder au groupe Élite du championnat du monde (troisième place de la division B) et sur toutes ses années, le meilleur classement de la France est à la huitième place en 1995.
Il participe également aux jeux olympiques d'hiver de 1992 à Albertville en France et de 1994 à Lillehammer en Norvège. La France finit respectivement à la huitième et à la dixième place.
Au total, il compte 150 sélections en équipe de France.

## Palmarès
Avec les Diables Rouges de Briançon
- Trophée Jean-Ferrand (Meilleur gardien de la ligue Magnus) :
  - 1988
  - 1989

Avec les Dragons de Rouen
- Champion de France :
  - 1990
  - 1992
  - 1993
  - 1994
  - 1995

- Trophée Jean-Ferrand :
  - 1992
  - 1993
  - 1994

## Vie personnelle
Il est le père de Sebastian et de Baptiste Ylönen, eux aussi joueurs de hockey sur glace.